# Mesocyclops dissimilis
Mesocyclops dissimilis – gatunek widłonoga z rodziny Cyclopidae. Opisali go w 1993 roku francuska zoolog Danielle Defaye i japoński zoolog Keiichi Kawabata. Miejsce typowe to południowa część jeziora Biwa na japońskiej wyspie Honsiu.